# Teodor Pascu
Teodor Pascu (n. ?, Chiochiș, comitatul Bistrița-Năsăud, Austro-Ungaria – d. ?) a fost medic și delegat în Marea Adunare Națională de la Alba Iulia, organismul legislativ reprezentativ al tuturor românilor din Transilvania, Banat și Țara Ungurească, cel care a adoptat hotărârea privind Unirea Transilvaniei cu România, la 1 decembrie 1918.

## Viața și activitatea
Se cunosc puține informații despre el. În anul 1918 funcționa ca medic cercual substitut în comitatul Bistrița-Năsăud. A fost delegat la Marea Adunare Națională cu credențional oferit de Cercul Electoral Beclean pe Someș. A fost unul dintre membrii Asociației Medicilor din comitatul Bistrița-Năsăud, înființată la 1897.